# Antoine Vieillard de Boismartin
Antoine Vieillard de Boismartin, né le 11 mars 1747 à Paris et mort à Saint-Lô le 13 janvier 1815, est un homme de loi et dramaturge français.

## Biographie
Avant la Révolution, Vieillard de Boismartin était avocat au parlement de Rouen. Ensuite, il fut successivement maire de la ville de Saint-Lô de 1789 à 1791, accusateur public au tribunal criminel du département de la Manche de 1791 à 1792, maire de Saint-Lô en 1793, haut juré à la cour de Vendôme en 1797, commissaire du pouvoir exécutif, puis procureur-impérial auprès du tribunal civil de Saint-Lô de 1799 à 1806 et, pour la troisième fois, maire de Saint-Lô en 1811.
Vieillard de Boismartin est l’auteur d’un grand nombre de mémoires imprimés, sur des affaires civiles ou criminelles, entre autres la cause célèbre de Verdure et de ses enfants condamnés par le Parlement comme coupables d’assassinat sur leur fille et sœur et qui furent acquittés par le Tribunal des Requêtes, après cassation, le 14 novembre 1789, de l’arrêt du Parlement, qui eut un grand retentissement dans le public, et lui valut au défenseur une sorte d’ovation civique au sein de l’Assemblée constituante.
On lui doit également plusieurs tragédies, Almanzor, Blanchard, ou le Siège de Rouen et Théramène, ou Athènes sauvée.
Père du poète, dramaturge et critique Pierre-Ange Vieillard, Vieillard de Boismartin était membre de la Légion d’honneur. 

## Publications
Théâtre
- Almanzor, tragédie en cinq actes et en vers, avec Decroix, Rouen, Behourt, 1771, in-8°.
- Blanchard, ou le Siège de Rouen, tragédie en cinq actes et en vers, Rouen, 1777, in-8°, remise au théâtre, avec de grands changements, à la fin de 1792, et imprimée de nouveau, Saint-Lô, P.-F. Gomont, 1793, in-8°.
- Théramène, ou Athènes sauvée, tragédie en cinq actes et en vers, Saint-Lô, P.F. Gomont, an v, in-8°.

Droit
- Lettre écrite par un avocat, soldat citoyen, à ses enfants, au sujet de la révolution, Paris, Cailleau, 1789, in-8°.
- Mémoire justificatif pour Jacques Verdure père, Marie-Marguerite, Marie-Madeleine, Jacques Sénateur et Pierre Verdure, ses enfants, tous accusés de parricide et prisonniers ès prison de la conciergerie du Palais, Rouen, Pierre Seyer, 1787, in-8° de 144 p.

## Sources
- Joseph Marie Quérard, La France littéraire, ou Dictionnaire bibliographique des savants, historiens et gens de lettres de la France, ainsi que des littérateurs étrangers qui ont écrit en français, plus particulièrement pendant les XVIIIe et XIXe siècles, t. 10, Paris, Firmin Didot, 1839, p. 149.